# Юстин Гірняк
о. Юстин Гірня́к (11 лютого 1877, Бучач — 16 липня 1958, Реймі) — український церковний діяч, священник УГКЦ, педагог, громадський діяч.

## Життєпис
Народився в Бучачі, в родині священника. Закінчивши богословські студії у Львові, 1 вересня 1899 року був висвячений на священника. З 1899 року до 1902 року був священником-помічником при парафії УГКЦ в с. Гвіздець. Працював катехитом у школах Коломиї, а на початку 1903 року повернувся до душпастирської роботи ставши парохом у с. Тязів (нині Івано-Франківська обл.). З 1912 року працював катехитом у Станіславі. Був заочним аспірантом при богословському факультеті Віденського університету, однак початок Першої світової війни не дав йому змоги завершити докторат. У часі війни надавав духовну опіку в декількох селах, які залишилися без священників. У серпні 1915 року став деканом Єзупільського деканату УГКЦ. 1920 року поселився в с. Ямниці на Франківщині, де став парохом.

## Душпастирська і викладацька діяльність
1928 року був назначений радником Єпископської консисторії в Станиславові, а 1932 року — деканом Станиславівського деканату. У Ямниці був ініціатором відродження місцевого товариства «Просвіта» і його головою, одним із засновників товариства «Сокіл» (1929 р.) та опікуном гуртка молодіжної організації Пласт. Був активним у різних українських організаціях у Станиславові та членом Богословського Наукового Товариства у Львові. У зв'язку з наступом радянських військ на Західну Україну, був змушений виїхати до Чехословаччини, а відтак — до Австрії. Інсбруцький єпископ призначив деканом усіх українських таборів переміщених осіб і парохій в Тіролі. Сам став душпастирем УГКЦ в Інсбруці, де також був головою Братства св. Андрея.
Завдяки старанням апостольського візитатора для українців греко-католиків у Західній Європі єпископа Івана Бучка, 1948 року переїхав у Сполучене Королівство для душпастирської роботи в Українській Католицькій Церкві (УКЦ) у Великій Британії. У 1948-51 роках був парохом УКЦ в м. Рочдейл у північно-західній Англії. Завдяки його заходам парафія отримала від місцевої Римо-католицької парафії церкву і церковний дім у виключне користування за мінімальну орендну плату. 1950 року став співініціатором (з Марією Лук'яненко) заснування в Рочдейлі першого у Сполученому Королівстві суботнього українського дитячого садка і був його духовним опікуном.
У грудні 1951 року виїхав до США, де працював священником-помічником при парафіях УКЦ у м. Нью-Гейвен (1951-56 рр.) та у Філадельфії (1957-58 рр.) і був духовним опікуном Пласту в США.
Серед його публікацій — «Коротка біблійна історія Старого і Нового Завіта» (Станиславів, 1930), «Плян навчання релігії в народних школах» (Станиславів, 1932), «Малий катехізм християнсько-католицької релігії» (перевидано: Лювен, 1946), різні статті в «Українському житті» (Станиславів) та інших газетах у 1920-30-х роках. В останні роки життя працював над словником староцерковнослов'янської мови, який почав укладати ще з 1941 року.
Помер 16 липня 1958 року в містечку Реймі (штат Пеннсильванія, США); похований на українському католицькому цвинтарі Святої Марії, Фокс-Чейс, Філадельфія.